# جون يانسن (لاعب دوري الرغبي)
جون يانسن (بالإنجليزية: John Jansen)‏ هو لاعب دوري الرغبي أسترالي، ولد في 26 مارس 1955 في نيوساوث ويلز في أستراليا.